# Partit Independentista Porto-riqueny
El Partit Independentista Portoriqueny (castellà: Partido Independentista Puertorriqueño, PIP) és un partit polític socialdemòcrata que fa campanya per la independència de Puerto Rico respecte als Estats Units.
El novembre de 2006 el PIP participà en el Congrés de Panamà, una reunió de líders polítics i representants de vint-i-dos estats d'Amèrica (quinze de govern) que van exigir la independència de Puerto Rico dels Estats Units i van acordar la creació d'un Comitè Permanent de Treball per a promoure aquesta causa.

## Història
El PIP va participar per primera vegada en les eleccions generals de 1948 obtenint al voltant del 10% dels vots. El Partit Independentista no va participar en l'"Assemblea Constituent" de Puerto Rico de 1952 per entendre que no s'estava redactant una veritable constitució sinó que simplement se li canviava el nom al mateix règim colonial respecte als EUA. Durant el procés de votació es va registrar un fort abstencionisme. En les eleccions generals de 1952 el partit va obtenir el 20% dels vots i va elegir quinze legisladors, convertint-se així en el principal partit de l'oposició. A finals de la dècada de 1950 el PIP va perdre gran part del seu suport electoral, convertint-se en un partit minoritari, sense gairebé cap possibilitat d'obtenir una victòria electoral, ja que els seus vots ronden entre 4 a 6 per cent del total de vots en les eleccions. Entre les causes que van portar a la significativa pèrdua de vots del PIP hi ha la persecució desenfrenada per part del govern local i les agències del govern dels Estats Units, així com la campanya de la por a la independència.
El PIP ha tingut dos moments d'alt creixement, les eleccions de 1972 i de 2000. El 1972 amb la campanya "A dalt els de baix" amb un elevat contingut de justícia social i elements socialistes que van tenir apogeu després de la Revolució Cubana. Després d'aquestes eleccions el partit va sofrir una transformació interna radical, on els sectors de la petita burgesia es van enfrontar contra sectors de l'alta burgesia pel lideratge del partit. Un tercer sector, liderat per Carlos Gallizá i Luis Ángel Torres ("els terceristes"), va plantejar la creació d'un partit independentista de la classe treballadora, de tall marxista-leninista, i que la direcció del partit fos elegida democràticament. El grup liderat per Rubén Berríos Martínez, amb el suport de la base del Partit, va obtenir el suport majoritari de l'assemblea general. Els "terceristes" van abandonar i van fundar el Moviment Socialista Popular (MSP) el 1974, organització que posteriorment s'uneix al Partit Socialista Revolucionari per formar el Moviment Socialista de Treballadors (MST).
Per a aquella mateixa època el PIP va liderar la lluita de desobediència civil que va aconseguir la sortida de la Marina dels Estats Units de l'illa-municipi de Vieques. Un sector dels líders terceristes, especialment els que van abandonar el projecte del MSP i després el MST, es va alinear amb el Partit Popular Democràtic i un altre grup va tornar a les files del PIP.
El Partit Socialista, amb Juan Mari Bras, va aconseguir 10.000 vots el 1972 i 5.000 el 1976, mentre el PIP va superar els 80.000 vots. En les eleccions de 1984, el PIP va sofrir una fuga de vots obtenint 60.000 sufragis. El 1988 el partit es va recuperar obtenint més de 95.000 vots. El PIP va ser el primer a proposar una Assemblea Legislativa unicameral, proposta que l'any 2005 va guanyar el suport de la majoria dels electors.
Durant les eleccions de 2000 el PIP va obtenir més de 100.000 vots pel seu candidat a la governació i es va registrar un creixement en vots en gairebé tots els municipis. En les eleccions de 2004 el PIP va perdre el dret a presentar candidats a les eleccions davant de la campanya de por del líder annexionista (a favor de l'estatidat de Puerto Rico) Pedro Rosselló González i de líders del Moviment Independentista Nacional Hostosiano (MINH) que anaven favor del candidat del PPD (a favor de continuar com a territori no incorporat), Aníbal Acevedo Vilá, i en contra del PIP.
Per a les eleccions generals de 2008 el Partit Independentista va presentar com candidat a governador a Edwin Irizarry Mora que aconseguí 39.590 vots (2%) i en les eleccions de 2012 va presentar a Juan Dalmau Ramírez que aconseguí 47.700 vots. Per a les eleccions del 2020, Juan Dalmau era el candidat del partit. Va obtenir 175.402 vots i va quedar en quarta posició, amb un rècord del 13,58% dels vots, el segon millor rendiment electoral de la història del PIP. Amb el Movimiento Victoria Ciudadana (Moviment de la Victòria Ciutadana) aconseguint 179.265 vots i ocupant el tercer lloc amb el 13,95% dels vots, aquesta és la proporció més gran del vot porto-riqueny (27,53%) obtingut mai pels partits d'esquerra a Puerto Rico.

## Bandera

Bandera: Partit Independentista Portoriqueny

La bandera del partit és verda amb una creu nòrdica blanca. El verd (que figura al fons de l'escut concedit per Castella el 8 de novembre del 1511) simbolitza l'esperança; la creu, les arrels cristianes, i la configuració general recorda la bandera del crit de Lares del 23 de setembre de 1868. El partit fou fundat el 1946 i entre aquesta data i mitjans dels anys seixanta va usar com a pròpia la bandera de Lares.

## Líders del Partit
- Rubén Berríos Martínez, President.
- María de Lourdes Santiago, Vicepresidenta (2001-act) i Senadora de Puerto Rico (2005-2009 i 2013-2017)
- Juan Dalmau Ramírez, Secretari General.
- Edwin Irrizary Mora, candidat a Governador Eleccions Generals de 2008.
- Fernando Martín García, President Executiu.
- Víctor García San Inocencio, Representant a la Cambra de Diputats de Puerto Rico (1997-2009).
- Roberto Iván Aponte, Secretari d'Organització.
- Manuel Rodríguez Orellana, Secretari d'assumptes amb Amèrica del Nord.
- Luis Roberto Piñero, líder del PIP a San Juan (candidat a alcalde), President d'Independentistes Pro Unicameralidad.
- Gilberto Concepción de Gracia, Fundador del PIP i President (1946-1968).